# Leimbach (Dhünn)
Der Leimbach ist ein etwa sechs Kilometer langer rechter und nordöstlicher  Zufluss der Dhünn in Nordrhein-Westfalen. 

## Geographie

### Verlauf
Der Leimbach entspringt im Grünbereich von Odenthal-Blecher, nördlich des Leimbacher Weges. Er fließt zunächst durch eine Grünanlage nach Südwesten, seiner Hauptfließrichtung, welche er im Wesentlichen bis zu seiner Mündung beibehält. An seinen Ufern wird er dabei von vielen Bäumen gesäumt. Südlich von Hahnenblecher fällt ihm der kleine Bach von Holz zu. Kurz danach wird er bei der Gronenbornermühle zu den Gronenbornerfischteichen gestaut. Etwas später erreicht ihn der Erbericher Bach. An der Grenze zwischen Odenthal und Leverkusen läuft der Bach nun durch ein bewaldetes Gelände, südlich an Gronenborn und Boddenberg vorbei. Dort fließen ihm der Maßsiefen und der Boddenbergsiefen zu. Bei Längsleimbach schlägt er einen Haken von etwa 80 Meter südostwärts, um gleich darauf wieder in seine gewohnte Richtung zurückzukehren. Nach der Unterquerung des Teitscheider Weges wird er vom Teitscheider Bach gespeist. Südlich von Halfenleimbach nimmt er den Schlinghofer Bach auf. Er fließt jetzt am Nordrand des bewaldeten Leimbacher Rottland. Bei der Höfermühle wird er vom Horkenbach und kurz darauf vom Höfer Graben gestärkt. Er läuft nun am Südrand von Höfen entlang. Bei den Glöbuscher und Benscheider Wiesen nimmt er den Neuenhaussiefen, den Benscheider Bach und den Bergsiefen auf. Er bewegt sich nun am Südrand von Leimbacher Berg durch ein bewaldetes Gelände, welches er beim Faßbacherhof verlässt. Hier wird er vom Faßbach gespeist. Sein Lauf führt nun durch Wiesen und Felder vorbei am Leimbacher Hof. Sein Lauf ist nun stark begradigt. Er unterquert die L 288, passiert die Limbacherau und mündet schließlich in Leverkusen-Schlebusch, nördlich des Wohngebiets Waldsiedlung, in die Dhünn.

### Zuflüsse
Zu den Zuflüssen des Leimbach gehören (flussabwärts betrachtet)
- Bach von Holz (links), 0,381 km
- Erbericher Bach (links), 0,291 km
- Maßsiefen (links), 0,626 km
- Boddenbergsiefen (rechts), 0,176 km
- Teitscheider Bach (links), 0,705 km
- Schlinghofer Bach (links), 1,120 km
- Halfenleimbach (rechts), 0,095 km
- Horkenbach (links), 0,862 km
- Höfer Graben (rechts), 0,092 km
- Neuenhaussiefen (links), 0,158 km
- Benscheider Bach (rechts), 0,495 km
- Bergsiefen (rechts), 0,251 km
- Faßbach (links), 0,301 km

### Flusssystem Dhünn
- Liste der Fließgewässer im Flusssystem Dhünn

## Daten und Charakter
Der Leimbach hat ein Einzugsgebiet von etwa fünf Quadratkilometer. Seine Wasserqualität wird als kritisch belastet (Güteklasse II-III) eingestuft. Sein Verlauf führt fast auf seiner gesamten Länge durch Grünanlagen oder Waldgebiete, darunter auch die Naturschutzgebiete Gronenbornerfischteiche (LEV-005) und Glöbuscher und Benscheider Wiesen (LEV-001). Sein Wasser bietet Lebensraum für die Groppe.